# یوشیه یوئنو

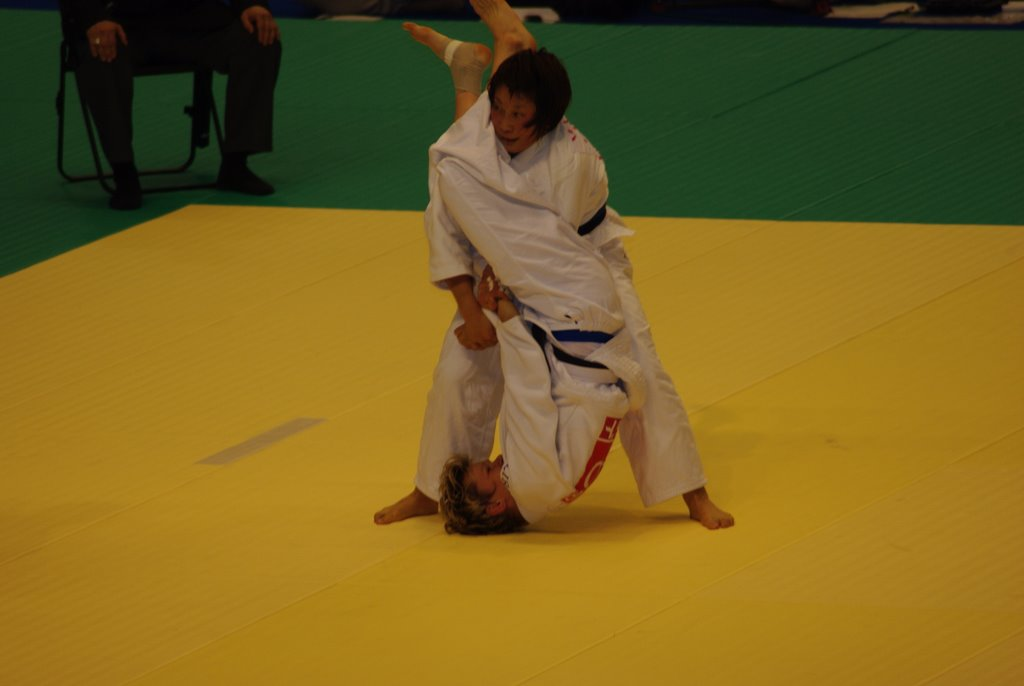
یوشیه یوئنو

یوشیه یوئنو (انگلیسی: Yoshie Ueno؛ زادهٔ ۱ ژوئیهٔ ۱۹۸۳) جودوکار اهل ژاپن است.